# Abbaye Sainte-Marie de Dublin
L’abbaye Sainte-Marie de Dublin (en irlandais : Mainistir Mhuire) était une abbaye cistercienne irlandaise située à Dublin même, aujourd'hui presque entièrement détruite.
Fondée en 1139 comme abbaye savignienne, l'abbaye de Dublin s'affilie huit ans plus tard à l'ordre cistercien. Au cours de son histoire médiévale, elle est souvent en conflit avec Mellifont, chacune des deux s'affirmant comme la première fondation cistercienne irlandaise.
De très loin la plus riche des abbayes irlandaises à la fin du Moyen Âge, l'abbaye Sainte-Marie tente en vain de réformer le monachisme cistercien irlandais. Dissoute en 1539, l'abbaye change alors plusieurs fois de propriétaire et ses bâtiments disparaissent presque tous en cent cinquante ans.
L'emprise de ses bâtiments correspondait à peu près à l'îlot formé par Capel Street (en) à l'est, Mary's Lane au nord, Arran Street East à l'ouest et Mary's Abbey au sud. La salle capitulaire, seul vestige subsistant, est située dans l'impasse Meetinghouse Lane, et ouverte au public toute l'année.

## Localisation et toponymie

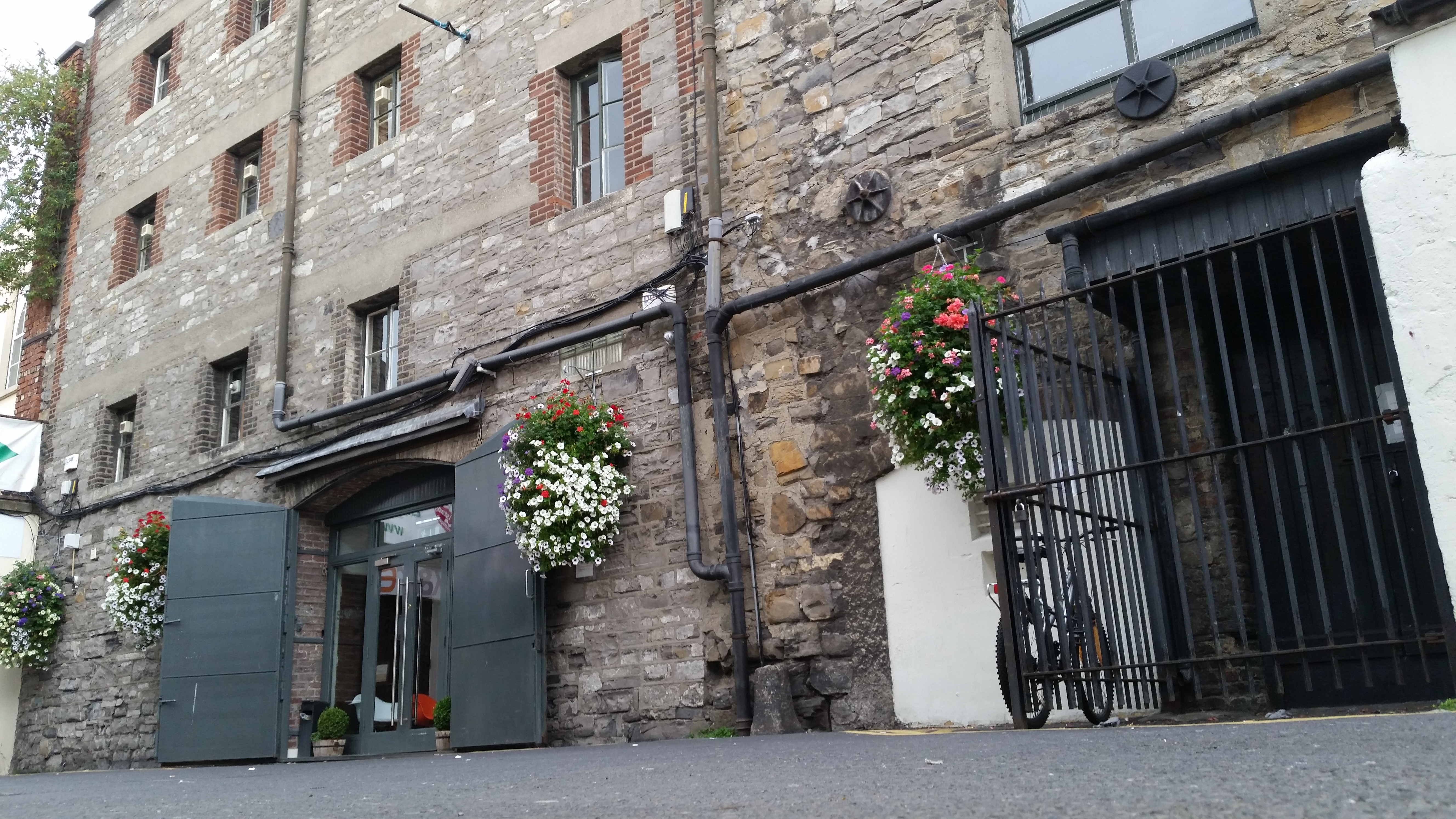
L'entrée des vestiges de l'abbaye, dans Meetinghouse Lane.

L'emplacement actuel de l'abbaye est au centre-ville de Dublin, sur la rive gauche, c'est-à-dire septentrionale, de la Liffey ; au Moyen Âge, l'abbaye était donc située hors les murs, en face de la vieille ville. Son territoire s'étendait du district connu sous le nom d'Oxmantown jusqu'à la mer, le long de la rivière Liffey. 
L'îlot qui en abrite les restes et qui correspond plus ou moins à la clôture monastique originel est délimité par Capel Street (en) à l'est, Mary's Lane au nord, Arran Street East à l'ouest et Mary's Abbey au sud.

## Histoire

### Fondation
L'abbaye de Sainte-Marie est fondée en 1139 ; c'est alors un établissement savignien, le premier de cet ordre en Irlande. Huit ans plus tard, l'abbaye de Savigny et tout son ordre sont incorporés dans la filiation de Clairvaux ; dès cette époque, le Chapitre général cistercien semble avoir voulu distendre les liens entre la fondation irlandaise et sa maison-mère originelle, que ce soit pour des raisons pratiques ou plus politiques. L'abbaye de Dublin est ainsi rattachée à Combermere, elle-même savignienne. Mais, en 1156 ou 1157, c'est Buildwas est proposée comme nouvelle maison-mère et le reste par la suite.
Mellifont n'est fondée qu'en 1142, soit trois ans après Dublin. Toutefois, comme elle a fait partie de l'ordre cistercien dès sa création, elle affirme être le plus ancien établissement cistercien d'Irlande.

### Moyen Âge
L'abbaye est relativement prospère sur le plan spirituel et fonde deux abbayes-filles, celle de Dunbrody en 1171 et celle d'Abbeylara en 1214. Sur le plan local, l'abbaye est impliquée d'assez près dans les affaires de la ville de Dublin. Notamment, la proximité de la ville permet aux fermes de l'abbaye de disposer d'un débouché très facilement accessible sur les marchés de Dublin,,.
En 1304, un violent incendie frappe Sainte-Marie, détruisant d'après les sources anciennes l'église, le clocher et les bâtiments conventuels ; à la suite de ces destructions, la reconstruction est l'occasion d'agrandir le monastère.
En 1313, le chapitre général cistercien statue sur la primauté de l'abbaye de Sainte-Marie, en la qualifiant de première fondation cistercienne irlandaise.
À la toute fin du XIVe siècle, l'abbé Stephen Ross acquiert une détestable réputation et est notamment accusé d'avoir pratiqué l'impureté, maltraité les clercs, d'être sorti de son monastère sans permission, d'être entré dans des monastères féminins, d'avoir porté des armes, d'avoir manqué de respect envers ses supérieurs, d'avoir même conspiré contre eux et d'autres personnes, et enfin de fréquenter les tavernes. Il est condamné pour l'ensemble de ses actes à de nombreuses pénitences, dont Boniface IX finit par l'absoudre en 1399. À l'inverse, l'abbé Walter Champfleur, un siècle plus tard, est qualifié d'homme « âgé, prudent, érudit » ; il tente de remédier aux graves manquements des Cisterciens irlandais, mais en vain.

### Dissolution et destructions
Le 11 juin 1534, c'est dans la salle capitulaire de Sainte-Marie que Thomas FitzGerald se révolte officiellement contre Henri VIII, ce qui marque le début de la révolte des Vieux Anglais et conduit trois ans plus tard à son exécution.
La dissolution ferme l'abbaye en 1539, quand l'abbé William Laundie renonce à ce titre. La vente des biens mobiliers et fonciers de l'abbaye permet de récolter la somme énorme de 192 livres. L'édifice est ensuite donné à John Travers, qui utilise l'abbatiale comme arsenal et comme carrière de pierres. Les terres des moines, quant à elles, sont rapidement vendues pour construire des habitations. Leonard Grey (en), occupe quant à lui le logis et le jardin de l'abbé, mais il est exécuté pour trahison en 1541 ; en 1543, une grande partie des locaux est louée à James Fitzgerald,.

L'abbaye dans la ville de Dublin après la dissolution
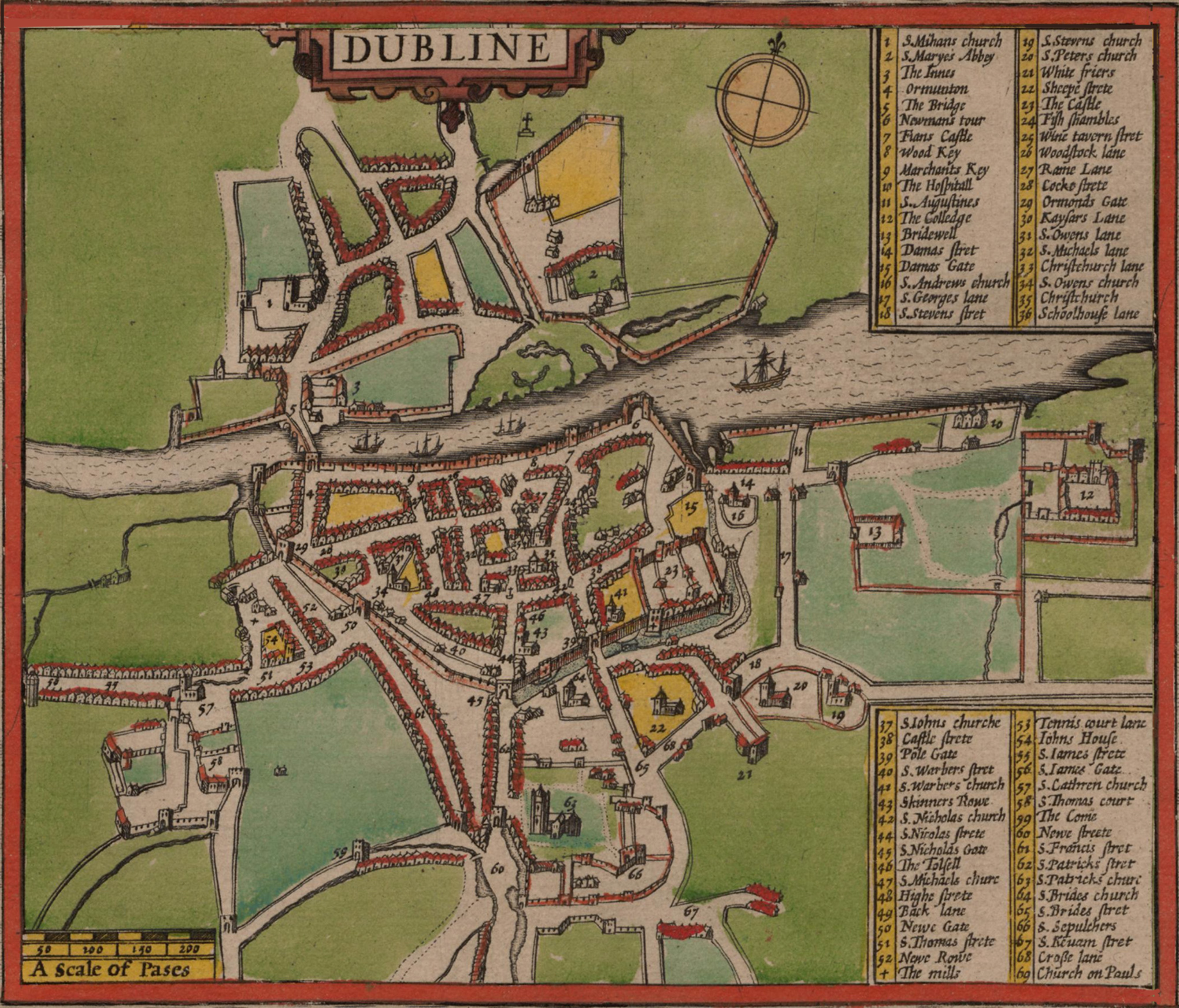
Plan de 1610 où l'abbaye est encore visible.
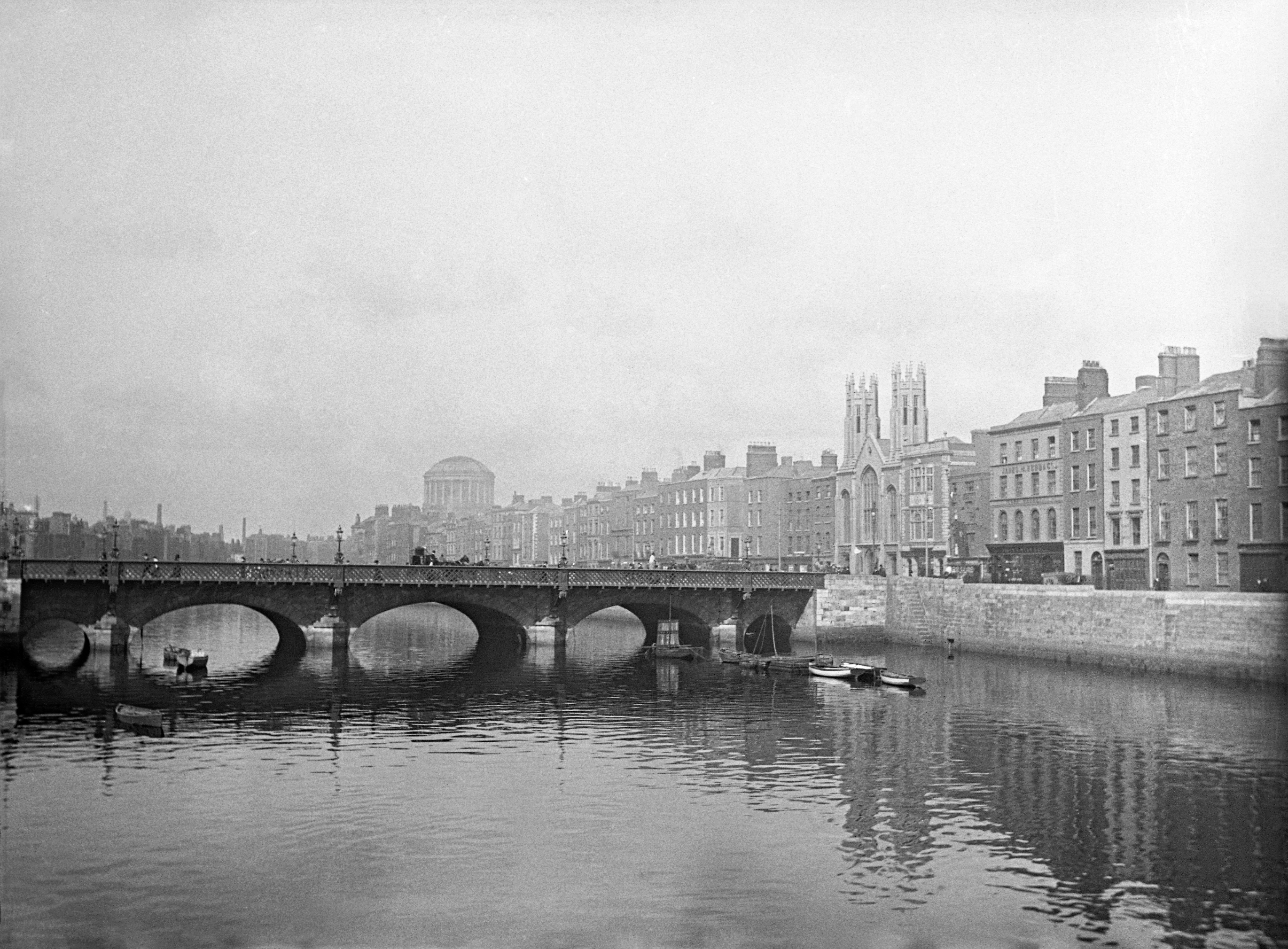
Le Grattan Bridge (en), construit avec les pierres de l'abbaye.
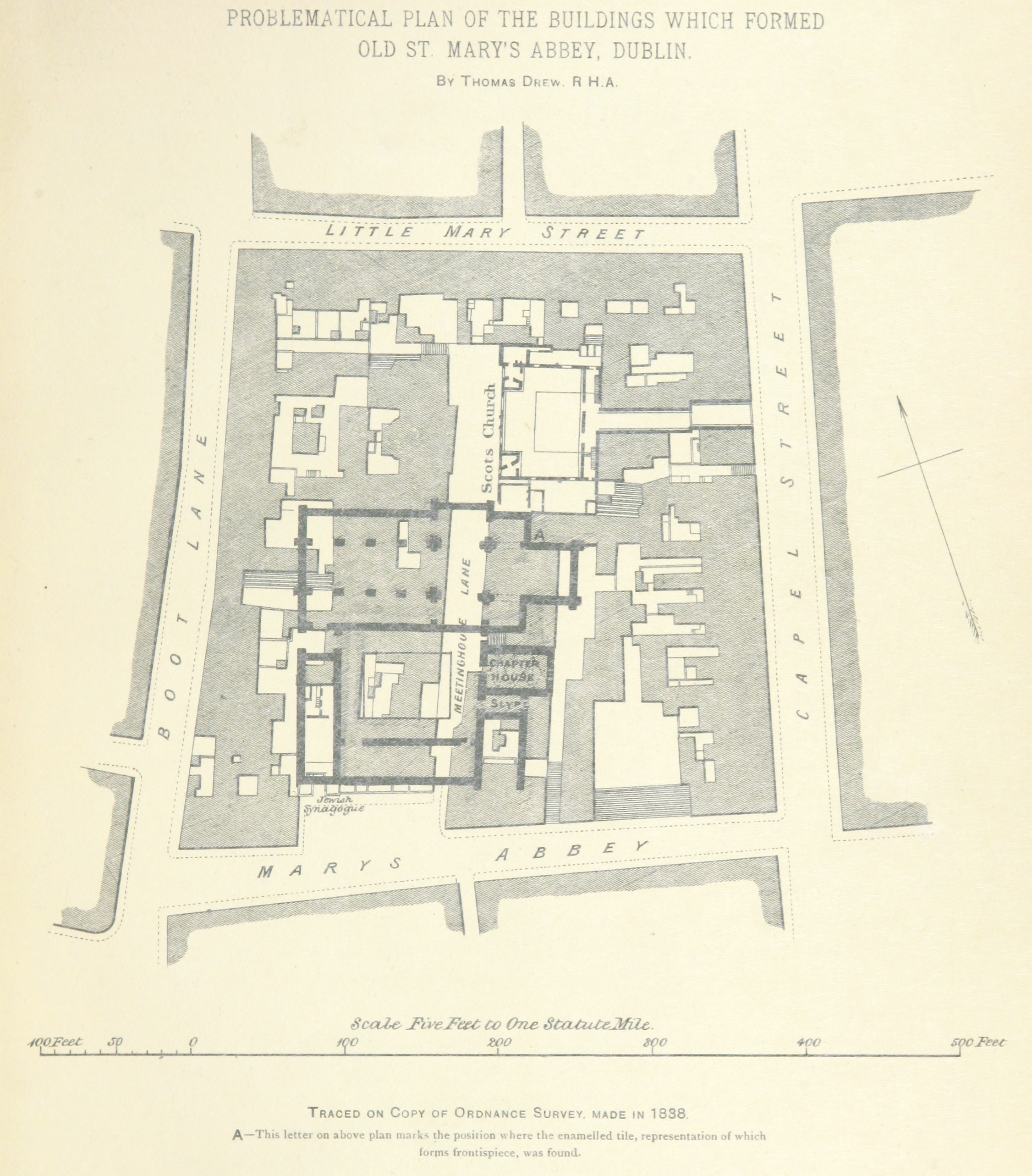
Plan cadastral de 1886 sur lequel l'emprise ancienne de l'abbaye est dessinée.

En 1676, les pierres de l'abbaye sont utilisées pour construire Grattan Bridge (en), qui s'appelle alors l'Essex Bridge. À partir de 1680, le grand plan d'urbanisme de la rive gauche du fleuve, mené par Humphrey Jervis (en) et Richard Reynell (en) n'a que peu de bâtiments à détruire : la plus grande partie de l'abbaye est en effet déjà ruinée ou disparue à cette date,.
Lors de ce dernier chantier, seule la salle capitulaire est préservée, car ses abords sont alors enterrés sous environ deux mètres de décombres, la salle elle-même étant alors surplombée par une boulangerie. Après l'excavation de ses environs, elle est redécouverte en 1880 par un archéologue amateur et par la suite utilisée comme entrepôt de pommes de terres et de céréales,.
Ce n'est qu'en 1940 que l'intérêt historique, archéologique et architectural de la salle capitulaire émerge ; à cette date, l'État, à travers l'Office of Public Works (en), récupère la gestion de cette salle et y fait les travaux d'entretien nécessaires à sa préservation. L'année suivante, en 1941, la salle est déclarée monument national.
Un autre vestige connu de l'abbaye est une statue de la Vierge en chêne, toujours visible dans église des Carmes de Whitefriar Street (en). Elle a été utilisée comme auge à cochons avant que le père Spratt la repère et la déplace en 1835 dans son église pour la sauver,.

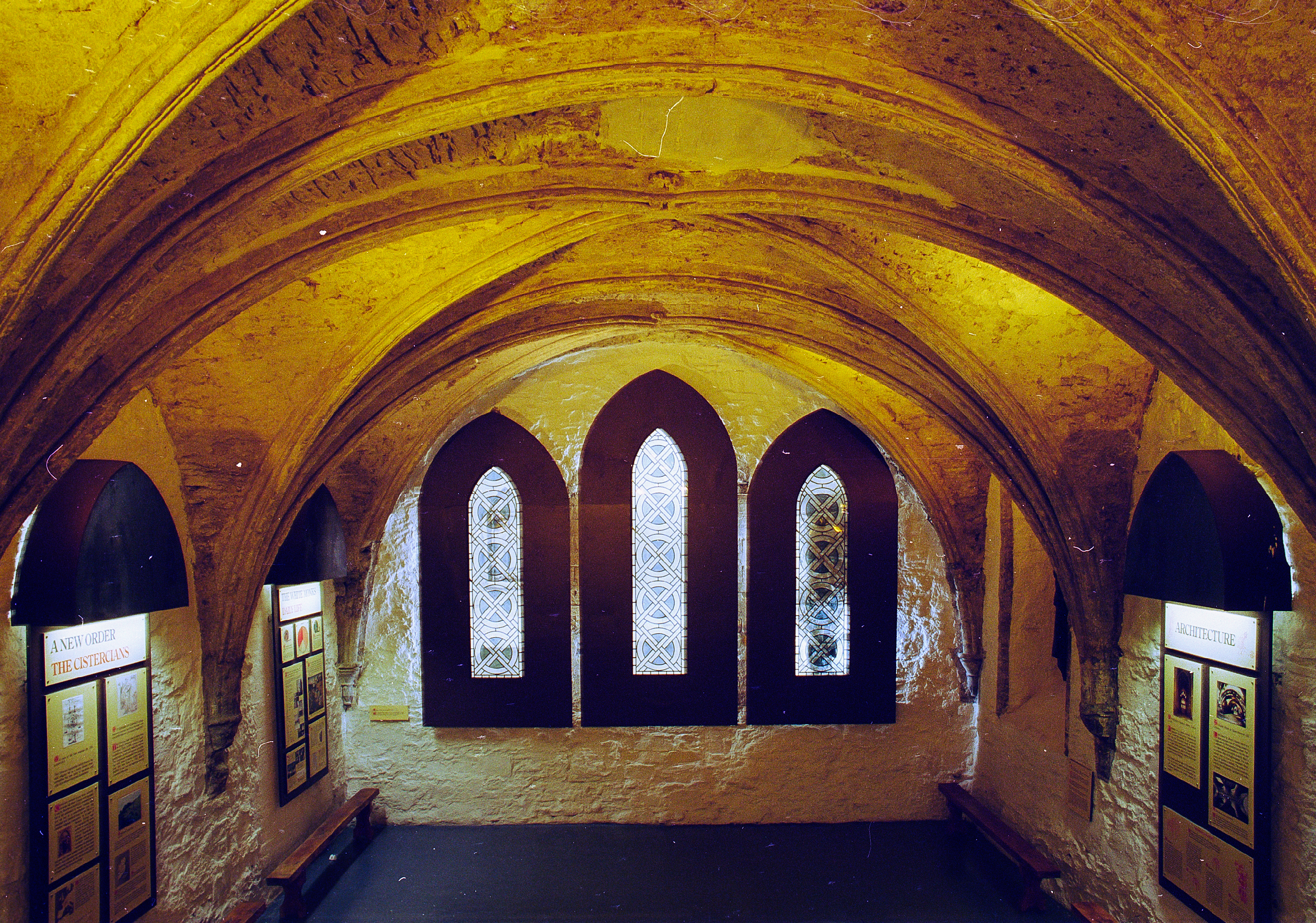
La salle capitulaire, seul vestige intact de l'abbaye.

## Architecture
La salle capitulaire est le seul vestige intact de l'abbaye. Accessible par la Meetinghouse Lane, elle est ouverte tous les jours. Elle est bâtie en grès et contient, outre la réplique de la Madone de bois, de nombreux panneaux didactiques expliquant l'histoire de l'abbaye.